# Danh sách tiểu hành tinh: 4401–4500
| Tên                   | Tên đầu tiên | Ngày phát hiện       | Nơi phát hiện            | Người phát hiện                                        |
| --------------------- | ------------ | -------------------- | ------------------------ | ------------------------------------------------------ |
| 4401 Aditi            | 1985 TB      | 14 tháng 10 năm 1985 | Palomar                  | C. S. Shoemaker                                        |
| 4402 Tsunemori        | 1987 DP      | 25 tháng 2 năm 1987  | Ojima                    | T. Niijima, T. Urata                                   |
| 4403 Kuniharu         | 1987 EA      | 2 tháng 3 năm 1987   | Gekko                    | Y. Oshima                                              |
| 4404 Enirac           | 1987 GG      | 2 tháng 4 năm 1987   | Palomar                  | A. Maury                                               |
| 4405 Otava            | 1987 QD1     | 21 tháng 8 năm 1987  | Kleť                     | A. Mrkos                                               |
| 4406 Mahler           | 1987 YD1     | 22 tháng 12 năm 1987 | Tautenburg Observatory   | F. Börngen                                             |
| 4407 Taihaku          | 1988 TF1     | 13 tháng 10 năm 1988 | Ayashi Station           | M. Koishikawa                                          |
| 4408 Zlatá Koruna     | 1988 TH2     | 4 tháng 10 năm 1988  | Kleť                     | A. Mrkos                                               |
| 4409 Kissling         | 1989 MD      | 30 tháng 6 năm 1989  | Lake Tekapo              | A. C. Gilmore, P. M. Kilmartin                         |
| 4410 Kamuimintara     | 1989 YA      | 17 tháng 12 năm 1989 | Kushiro                  | S. Ueda, H. Kaneda                                     |
| 4411 Kochibunkyo      | 1990 AF      | 3 tháng 1 năm 1990   | Geisei                   | T. Seki                                                |
| 4412 Chephren         | 2535 P-L     | 16 tháng 9 năm 1960  | Palomar                  | C. J. van Houten, I. van Houten-Groeneveld, T. Gehrels |
| 4413 Mycerinos        | 4020 P-L     | 24 tháng 9 năm 1960  | Palomar                  | C. J. van Houten, I. van Houten-Groeneveld, T. Gehrels |
| 4414 Sesostris        | 4153 P-L     | 24 tháng 9 năm 1960  | Palomar                  | C. J. van Houten, I. van Houten-Groeneveld, T. Gehrels |
| 4415 Echnaton         | 4237 P-L     | 24 tháng 9 năm 1960  | Palomar                  | C. J. van Houten, I. van Houten-Groeneveld, T. Gehrels |
| 4416 Ramses           | 4530 P-L     | 24 tháng 9 năm 1960  | Palomar                  | C. J. van Houten, I. van Houten-Groeneveld, T. Gehrels |
| 4417 Lecar            | 1931 GC      | 8 tháng 4 năm 1931   | Heidelberg               | K. Reinmuth                                            |
| 4418 Fredfranklin     | 1931 TR1     | 9 tháng 10 năm 1931  | Heidelberg               | K. Reinmuth                                            |
| 4419 Allancook        | 1932 HD      | 24 tháng 4 năm 1932  | Heidelberg               | K. Reinmuth                                            |
| 4420 Alandreev        | 1936 PB      | 15 tháng 8 năm 1936  | Crimea-Simeis            | G. N. Neujmin                                          |
| 4421 Kayor            | 1942 AC      | 14 tháng 1 năm 1942  | Heidelberg               | K. Reinmuth                                            |
| 4422 Jarre            | 1942 UA      | 17 tháng 10 năm 1942 | Algiers                  | L. Boyer                                               |
| 4423 Golden           | 1949 GH      | 4 tháng 4 năm 1949   | Brooklyn                 | Đại học Indiana                                        |
| 4424 Arkhipova        | 1967 DB      | 16 tháng 2 năm 1967  | Nauchnij                 | T. M. Smirnova                                         |
| 4425 Bilk             | 1967 UQ      | 30 tháng 10 năm 1967 | Hamburg-Bergedorf        | L. Kohoutek                                            |
| 4426 Roerich          | 1969 TB6     | 15 tháng 10 năm 1969 | Nauchnij                 | L. I. Chernykh                                         |
| 4427 Burnashev        | 1971 QP1     | 30 tháng 8 năm 1971  | Nauchnij                 | T. M. Smirnova                                         |
| 4428 Khotinok         | 1977 SN      | 18 tháng 9 năm 1977  | Nauchnij                 | N. S. Chernykh                                         |
| 4429 Chinmoy          | 1978 RJ2     | 12 tháng 9 năm 1978  | Nauchnij                 | N. S. Chernykh                                         |
| 4430 Govorukhin       | 1978 SX6     | 16 tháng 9 năm 1978  | Nauchnij                 | L. V. Zhuravleva                                       |
| 4431 Holeungholee     | 1978 WU14    | 28 tháng 11 năm 1978 | Nanking                  | Purple Mountain Observatory                            |
| 4432 McGraw-Hill      | 1981 ER22    | 2 tháng 3 năm 1981   | Siding Spring            | S. J. Bus                                              |
| 4433 Goldstone        | 1981 QP      | 30 tháng 8 năm 1981  | Anderson Mesa            | E. Bowell                                              |
| 4434 Nikulin          | 1981 RD5     | 8 tháng 9 năm 1981   | Nauchnij                 | L. V. Zhuravleva                                       |
| 4435 Holt             | 1983 AG2     | 13 tháng 1 năm 1983  | Palomar                  | C. S. Shoemaker                                        |
| 4436                  | 1983 EX      | 9 tháng 3 năm 1983   | Anderson Mesa            | E. Barr                                                |
| 4437 Yaroshenko       | 1983 GA2     | 10 tháng 4 năm 1983  | Nauchnij                 | L. I. Chernykh                                         |
| 4438 Sykes            | 1983 WR      | 29 tháng 11 năm 1983 | Anderson Mesa            | E. Bowell                                              |
| 4439 Muroto           | 1984 VA      | 2 tháng 11 năm 1984  | Geisei                   | T. Seki                                                |
| 4440 Tchantchès       | 1984 YV      | 23 tháng 12 năm 1984 | Haute Provence           | F. Dossin                                              |
| 4441 Toshie           | 1985 BB      | 26 tháng 1 năm 1985  | Geisei                   | T. Seki                                                |
| 4442 Garcia           | 1985 RB1     | 14 tháng 9 năm 1985  | Kitt Peak                | Spacewatch                                             |
| 4443                  | 1985 RD4     | 10 tháng 9 năm 1985  | La Silla                 | H. Debehogne                                           |
| 4444 Escher           | 1985 SA      | 16 tháng 9 năm 1985  | La Silla                 | H. U. Norgaard-Nielsen, L. Hansen, P. R. Christensen   |
| 4445 Jimstratton      | 1985 TC      | 15 tháng 10 năm 1985 | Toyota                   | K. Suzuki, T. Urata                                    |
| 4446 Carolyn          | 1985 TT      | 15 tháng 10 năm 1985 | Anderson Mesa            | E. Bowell                                              |
| 4447 Kirov            | 1985 VE1     | 7 tháng 11 năm 1985  | Anderson Mesa            | E. Bowell                                              |
| 4448 Phildavis        | 1986 EO      | 5 tháng 3 năm 1986   | Palomar                  | C. S. Shoemaker                                        |
| 4449 Sobinov          | 1987 RX3     | 3 tháng 9 năm 1987   | Nauchnij                 | L. I. Chernykh                                         |
| 4450 Pan              | 1987 SY      | 25 tháng 9 năm 1987  | Palomar                  | C. S. Shoemaker, E. M. Shoemaker                       |
| 4451 Grieve           | 1988 JJ      | 9 tháng 5 năm 1988   | Palomar                  | C. S. Shoemaker                                        |
| 4452 Ullacharles      | 1988 RN      | 7 tháng 9 năm 1988   | Đài thiên văn Brorfelde  | P. Jensen                                              |
| 4453 Bornholm         | 1988 VC      | 3 tháng 11 năm 1988  | Brorfelde                | P. Jensen                                              |
| 4454 Kumiko           | 1988 VW      | 2 tháng 11 năm 1988  | Kushiro                  | S. Ueda, H. Kaneda                                     |
| 4455 Ruriko           | 1988 XA      | 2 tháng 12 năm 1988  | Kushiro                  | S. Ueda, H. Kaneda                                     |
| 4456 Mawson           | 1989 OG      | 27 tháng 7 năm 1989  | Siding Spring            | R. H. McNaught                                         |
| 4457 van Gogh         | 1989 RU      | 3 tháng 9 năm 1989   | Haute Provence           | E. W. Elst                                             |
| 4458 Oizumi           | 1990 BY      | 21 tháng 1 năm 1990  | Yatsugatake              | Y. Kushida, O. Muramatsu                               |
| 4459 Nusamaibashi     | 1990 BP2     | 30 tháng 1 năm 1990  | Kushiro                  | M. Matsuyama, K. Watanabe                              |
| 4460 Bihoro           | 1990 DS      | 28 tháng 2 năm 1990  | Kitami                   | K. Endate, K. Watanabe                                 |
| 4461 Sayama           | 1990 EL      | 5 tháng 3 năm 1990   | Dynic                    | A. Sugie                                               |
| 4462 Vaughan          | 1952 HJ2     | 24 tháng 4 năm 1952  | Fort Davis               | đài thiên văn McDonald                                 |
| 4463 Marschwarzschild | 1954 UO2     | 28 tháng 10 năm 1954 | Brooklyn                 | Đại học Indiana                                        |
| 4464 Vulcano          | 1966 TE      | 11 tháng 10 năm 1966 | Nauchnij                 | N. S. Chernykh                                         |
| 4465 Rodita           | 1969 TD5     | 14 tháng 10 năm 1969 | Nauchnij                 | B. A. Burnasheva                                       |
| 4466 Abai             | 1971 SX1     | 23 tháng 9 năm 1971  | Nauchnij                 | Đài thiên văn vật lý thiên văn Krym                    |
| 4467 Kaidanovskij     | 1975 VN2     | 2 tháng 11 năm 1975  | Nauchnij                 | T. M. Smirnova                                         |
| 4468 Pogrebetskij     | 1976 SZ3     | 24 tháng 9 năm 1976  | Nauchnij                 | N. S. Chernykh                                         |
| 4469 Utting           | 1978 PS4     | 1 tháng 8 năm 1978   | Bickley                  | Perth Observatory                                      |
| 4470 Sergeev-Censkij  | 1978 QP1     | 31 tháng 8 năm 1978  | Nauchnij                 | N. S. Chernykh                                         |
| 4471 Graculus         | 1978 VB      | 8 tháng 11 năm 1978  | Đài thiên văn Zimmerwald | P. Wild                                                |
| 4472 Navashin         | 1980 TY14    | 15 tháng 10 năm 1980 | Nauchnij                 | N. S. Chernykh                                         |
| 4473 Sears            | 1981 DE2     | 28 tháng 2 năm 1981  | Siding Spring            | S. J. Bus                                              |
| 4474 Proust           | 1981 QZ2     | 24 tháng 8 năm 1981  | La Silla                 | H. Debehogne                                           |
| 4475 Voitkevich       | 1982 UQ5     | 20 tháng 10 năm 1982 | Nauchnij                 | L. G. Karachkina                                       |
| 4476 Bernstein        | 1983 DE      | 19 tháng 2 năm 1983  | Anderson Mesa            | E. Bowell                                              |
| 4477                  | 1983 SB      | 28 tháng 9 năm 1983  | Smolyan                  | Bulgarian National Observatory                         |
| 4478 Blanco           | 1984 HG1     | 23 tháng 4 năm 1984  | La Silla                 | W. Ferreri, V. Zappalà                                 |
| 4479 Charlieparker    | 1985 CP1     | 10 tháng 2 năm 1985  | La Silla                 | H. Debehogne                                           |
| 4480 Nikitibotania    | 1985 QM4     | 24 tháng 8 năm 1985  | Nauchnij                 | N. S. Chernykh                                         |
| 4481 Herbelin         | 1985 RR      | 14 tháng 9 năm 1985  | Anderson Mesa            | E. Bowell                                              |
| 4482 Frèrebasile      | 1986 RB      | 1 tháng 9 năm 1986   | Palomar                  | A. Maury                                               |
| 4483 Petöfi           | 1986 RC2     | 9 tháng 9 năm 1986   | Nauchnij                 | L. G. Karachkina                                       |
| 4484 Sif              | 1987 DD      | 25 tháng 2 năm 1987  | Đài thiên văn Brorfelde  | P. Jensen                                              |
| 4485 Radonezhskij     | 1987 QQ11    | 27 tháng 8 năm 1987  | Nauchnij                 | L. I. Chernykh                                         |
| 4486 Mithra           | 1987 SB      | 22 tháng 9 năm 1987  | Smolyan                  | E. W. Elst, V. G. Shkodrov                             |
| 4487 Pocahontas       | 1987 UA      | 17 tháng 10 năm 1987 | Palomar                  | C. S. Shoemaker                                        |
| 4488 Tokitada         | 1987 UK      | 21 tháng 10 năm 1987 | Toyota                   | K. Suzuki, T. Urata                                    |
| 4489                  | 1988 AK      | 15 tháng 1 năm 1988  | Anderson Mesa            | E. Bowell                                              |
| 4490 Bambery          | 1988 ND      | 14 tháng 7 năm 1988  | Palomar                  | E. F. Helin, B. Roman                                  |
| 4491 Otaru            | 1988 RP      | 7 tháng 9 năm 1988   | Kitami                   | K. Endate, K. Watanabe                                 |
| 4492 Debussy          | 1988 SH      | 17 tháng 9 năm 1988  | Haute Provence           | E. W. Elst                                             |
| 4493 Naitomitsu       | 1988 TG1     | 14 tháng 10 năm 1988 | Chiyoda                  | T. Kojima                                              |
| 4494 Marimo           | 1988 TK1     | 13 tháng 10 năm 1988 | Kushiro                  | S. Ueda, H. Kaneda                                     |
| 4495                  | 1988 VS      | 6 tháng 11 năm 1988  | Yorii                    | M. Arai, H. Mori                                       |
| 4496 Kamimachi        | 1988 XM1     | 9 tháng 12 năm 1988  | Geisei                   | T. Seki                                                |
| 4497 Taguchi          | 1989 AE1     | 4 tháng 1 năm 1989   | Kitami                   | K. Endate, K. Watanabe                                 |
| 4498 Shinkoyama       | 1989 AG1     | 5 tháng 1 năm 1989   | Geisei                   | T. Seki                                                |
| 4499 Davidallen       | 1989 AO3     | 4 tháng 1 năm 1989   | Siding Spring            | R. H. McNaught                                         |
| 4500 Pascal           | 1989 CL      | 3 tháng 2 năm 1989   | Kushiro                  | S. Ueda, H. Kaneda                                     |